# Dirk de Ruiter (senior)
Dirk de Ruiter (Amsterdam, 18 februari 1917) was een Nederlands voetballer die zijn gehele carrière uitkwam voor De Volewijckers.

## Loopbaan

### Eerste jaren
Hij begon met voetballen bij de junioren van buurtclub IJ-Vogels dat uitkwam in de Amsterdamsche Voetbalbond. Op zijn zestiende vertrok hij naar De Volewijckers. Bij de senioren begon hij in het tweede team en kwam in 1937 in het eerste elftal. De Volewijckers werd in de tweede helft van de jaren dertig driemaal kampioen in de Derde klasse. Maar de club liep in de nacompetitie telkens promotie mis. In 1941 lukte het eindelijk om de Tweede klasse te bereiken. Dat gebeurde na een vlekkeloze competitie waarin geen enkel punt werd verspeeld: 22 zeges in 22 wedstrijden, doelsaldo van 107 voor en 15 tegen. Vanaf dat moment ging het snel want een jaar later volgde promotie naar de Eerste klasse, het hoogste niveau. 

### Elftal in opbouw
De Volewijckers beschikte over een goede lichting spelers, geboren in 1920 of 1921, die in de oorlogsjaren doorbraken. Dirk de Ruiter (van 1917) speelde in de voorhoede als rechtsbinnen. Hij was geen verfijnde technicus maar een enthousiast zwoegende aanjager die een neusje had voor het doel.
In het debuutjaar eindigde de club in de middenmoot van de Eerste klasse. In het seizoen 1943/44 had De Volewijckers vooral concurrentie te duchten van Hermes DVS. Van de eerste vijftien duels wonnen de Noord-Amsterdammers er dertien. Alleen tegen Hermes DVS werd twee keer verloren. Desondanks was de voorsprong groot genoeg om op 13 februari 1944, thuis tegen HBS, het kampioenschap te veroveren door een 2-1 zege. De treffers kwamen van Dirk de Ruiter en Daan de Jongh.

### Landstitel
In de strijd om het nationale kampioenschap rekende de Amsterdamse nieuwkomer af met Heerenveen, Heracles, Longa en
VUC. Op tweede pinksterdag 29 mei 1944 was het feest in Amsterdam-Noord. Door de 4-1 overwinning op Heerenveen in het Olympisch Stadion haalde De Volewijckers de landstitel binnen. Het was een unieke prestatie die de club geen direct vervolg kon geven. Want in het laatste oorlogsjaar 1944/45 lag de voetbalcompetitie stil.

### Tweemaal tweede
Na de bevrijding werd de competitie in november 1945 hervat. De Ruiter kreeg een andere rol in het elftal. Hij werd vaker als stopperspil ingezet en ging als ‘stormram’ naar voren bij een achterstand.
De Volewijckers was het hele seizoen 1945/46 in een titelstrijd verwikkeld met Ajax dat uiteindelijk met een punt voorsprong de titel greep. In het seizoen 1946/47 was het een andere Amsterdamse club, Blauw-Wit, die De Volewijckers dwarsboomde. Beide clubs eindigden gelijk aan kop waardoor een beslissingsduel noodzakelijk was. In stadion De Meer van Ajax won Blauw-Wit op 13 juni 1947 de titel door de 3-1 winst.
Daarna was de succesperiode voorbij. Aanvoerder Joop de Busser was gestopt om trainer te worden. De oudste speler Arie Konradt was al eerder afgehaakt, Ferry van Steen emigreerde naar de Verenigde Staten en Wim van Gelder verhuisde naar Velsen en ging spelen bij VSV. De Volewijckers was mede weggevallen uit de top omdat de club niet zou zijn meegegroeid.

### Succeselftal uiteen
Toen Klaas Bakker, de jongste speler uit het kampioenselftal van 1944, in 1951 vertrok naar Ajax bleven alleen Piet Kamstra, Dirk de Ruiter en Chris Smit over van het 'gouden' team. De Ruiter speelde in november 1951 zijn 450e wedstrijd, waarvan 242 competitieduels, voor De Volewijckers.
De routiniers De Ruiter en Smit namen in 1953 afscheid. Een jaar later keerde De Ruiter op 37-jarige leeftijd toch weer terug. Aan het einde van zijn loopbaan pikte hij zo nog de overgang naar het profvoetbal mee. 
Hij speelde zijn laatste wedstrijd op 25 september 1955. Hij scoorde met een kopbal de 1-1 thuis tegen Sportclub Enschede (1-6 verlies).

### Voetbalfamilie
Hij bleef na zijn afscheid bij de club betrokken als lid van de commissie betaald voetbal. Hij werd in 1986 benoemd tot erelid.
Acht maanden nadat hij was gestopt, maakte zijn oudste zoon Dirk als zestienjarige zijn debuut voor De Volewijckers. Dat was op 26 mei 1956 uit tegen MVV. Zijn tweede zoon Peter maakte begin jaren zestig ook zijn opwachting in het eerste elftal. Het voetbal zat in de familie want zijn dochter trouwde met Hassie van Wijk die evenals kleinzoon Dennis van Wijk profvoetballer werd en onder meer bij De Volewijckers speelde.

## Clubstatistieken
| Seizoen         | Club            | Land            | Competitie                               | Competitie      | Competitie      | Beker           | Beker           | Internationaal  | Internationaal  | Overig          | Overig          | Totaal          | Totaal          |
| Seizoen         | Club            | Land            | Competitie                               | Wed.            | Dlp.            | Wed.            | Dlp.            | Wed.            | Dlp.            | Wed.            | Dlp.            | Wed.            | Dlp.            |
| --------------- | --------------- | --------------- | ---------------------------------------- | --------------- | --------------- | --------------- | --------------- | --------------- | --------------- | --------------- | --------------- | --------------- | --------------- |
| 1937-1941       | De Volewijckers | Nederland       | Totaal Derde klasse West I               | 48              | ?               | –               | –               | –               | –               | 11              | ?               | 59              | –               |
| 1939/40         | De Volewijckers | Nederland       | Tweede/derde klasse D West I (noodcomp.) | 16              | 18              | –               | –               | –               | –               | –               | –               | 16              | 18              |
| 1941/42         | De Volewijckers | Nederland       | Tweede klasse B West I                   | 19              | 16              | –               | –               | –               | –               | 4               | 1               | 23              | 17              |
| 1942/43         | De Volewijckers | Nederland       | Eerste klasse West I                     | 18              | 8               | –               | –               | –               | –               | –               | –               | 18              | 8               |
| 1943/44         | De Volewijckers | Nederland       | Eerste klasse West I                     | 17              | 9               | –               | –               | –               | –               | 8               | 3               | 25              | 12              |
| 1944/45         | Geen competitie | Geen competitie | Geen competitie                          | Geen competitie | Geen competitie | Geen competitie | Geen competitie | Geen competitie | Geen competitie | Geen competitie | Geen competitie | Geen competitie | Geen competitie |
| 1945/46         | De Volewijckers | Nederland       | Eerste klasse West I                     | 20              | 10              | –               | –               | –               | –               | –               | –               | 20              | 10              |
| 1946/47         | De Volewijckers | Nederland       | Eerste klasse West II                    | 20              | 10              | –               | –               | –               | –               | 1               | 0               | 21              | 10              |
| 1947/48         | De Volewijckers | Nederland       | Eerste klasse West I                     | 20              | 6               | –               | –               | –               | –               | –               | –               | 20              | 6               |
| 1948/49         | De Volewijckers | Nederland       | Eerste klasse West I                     | 18              | 3               | –               | –               | –               | –               | –               | –               | 18              | 3               |
| 1949/50         | De Volewijckers | Nederland       | Eerste klasse West II                    | 18              | 0               | –               | –               | –               | –               | –               | –               | 18              | 0               |
| 1950/51         | De Volewijckers | Nederland       | Eerste klasse C                          | 19              | 3               | –               | 0               | 0               | 0               | 0               | 0               | 19              | 3               |
| 1951/52         | De Volewijckers | Nederland       | Eerste klasse A                          | 10              | 1               | –               | 0               | 0               | 0               | 0               | 0               | 10              | 1               |
| 1952/53         | De Volewijckers | Nederland       | Eerste klasse A                          | 9               | 3               | –               | 0               | 0               | 0               | 0               | 0               | 9               | 3               |
| 1953/54         | De Volewijckers | Nederland       | Eerste klasse B                          | 0               | 0               | –               | 0               | 0               | 0               | 0               | 0               | 0               | 0               |
| 1954/55         | De Volewijckers | Nederland       | Eerste klasse B (afgebroken)             | 1               | 1               | –               | 0               | 0               | 0               | 0               | 0               | 1               | 1               |
| 1954/55         | De Volewijckers | Nederland       | Eerste klasse D                          | 11              | 2               | –               | –               | –               | –               | –               | –               | 11              | 2               |
| 1955/56         | De Volewijckers | Nederland       | Hoofdklasse B                            | 2               | 1               | –               | –               | 0               | 0               | 0               | 0               | 2               | 1               |
| Carrière totaal | Carrière totaal | Carrière totaal | Carrière totaal                          | 266             | 91              | –               | –               | –               | –               | 24              | 4               | 290             | 95              |